# Wolverhampton Wanderers F.C. mùa giải 2024-25
Mùa giải 2024-25 là mùa giải thứ 147 trong lịch sử CLB Wolverhampton Wanderers và cũng là mùa giải thứ bảy liên tiếp đội bóng này chơi ở Giải bóng đá Ngoại hạng Anh. Cùng với giải Ngoại hạng, đội bóng cũng tranh tài ở hai đấu trường cúp, đó là FA Cup và EFL Cup.
Đây cũng đồng thời sẽ là mùa giải thứ hai của huấn luyện viên Gary O'Neil tại câu lạc bộ. Mùa giải này sẽ bắt đầu từ ngày 1 tháng 7 năm 2024 và kết thúc vào ngày 30 tháng 6 năm 2025.

## Thành viên câu lạc bộ
| Vị trí                             | Tên           |
| Quản lý                            | Quản lý       |
| ---------------------------------- | ------------- |
| Chủ tịch điều hành                 | Jeff Shi      |
| Giám đốc thể thao                  | Matt Hobbs    |
| Chuyên môn                         |               |
| Huấn luyện viên trưởng             | Gary O'Neil   |
| Trợ lý huấn luyện viên             | Tim Jenkins   |
| Huấn luyện viên chuyên môn         | Shaun Derry   |
| Huấn luyện viên chuyên môn         | Ian Burchnall |
| Huấn luyện viên thủ môn            | Neil Cutler   |
| Huấn luyện viên tình huống cố định | Jack Wilson   |
| Chuyên viên phân tích              | Woody Dewar   |

## Đội hình
Tính đến tháng 8 năm 2024
| Số       | Quốc tịch        | Tên                       | Vị trí  | Nơi sinh        | Tuổi              | Gia nhập | Mua từ            | Hợp đồng  |
| Thủ môn  | Thủ môn          | Thủ môn                   | Thủ môn | Thủ môn         | Thủ môn           | Thủ môn  | Thủ môn           | Thủ môn   |
| -------- | ---------------- | ------------------------- | ------- | --------------- | ----------------- | -------- | ----------------- | --------- |
| 1        | Bồ Đào Nha       | José Sá                   | GK      | Braga           | 17 tháng 1, 1993  | 2021     | Olympiacos        | 30/6/2027 |
| 25       | Anh              | Daniel Bentley            | GK      | Basildon        | 13 tháng 7, 1993  | 2023     | Bristol City      | 30/6/2025 |
| 31       | Anh              | Sam Johnstone             | GK      | Preston         | 25 tháng 3, 1993  | 2024     | Crystal Palace    | 30/6/2028 |
| 40       | Wales            | Tom King                  | GK      | Plymouth        | 9 tháng 3, 1995   | 2023     | Northampton Town  | 30/6/2027 |
| Hậu vệ   |                  |                           |         |                 |                   |          |                   |           |
| 2        | Cộng hòa Ireland | Matt Doherty              | RB      | Dublin          | 16 tháng 1, 1992  | 2023     | Atlético Madrid   | 30/6/2026 |
| 3        | Algérie          | Rayan Aït-Nouri           | LB      | Montreuil       | 6 tháng 6, 2001   | 2021     | Angers            | 30/6/2026 |
| 4        | Uruguay          | Santiago Bueno            | CB      | Montevideo      | 9 tháng 11, 1998  | 2023     | Girona            | 30/6/2028 |
| 14       | Colombia         | Yerson Mosquera           | CB      | Apartadó        | 2 tháng 5, 2001   | 2021     | Atlético Nacional | 30/6/2026 |
| 15       | Anh              | Craig Dawson              | CB      | Rochdale        | 6 tháng 5, 1990   | 2023     | West Ham          | 30/6/2025 |
| 22       | Bồ Đào Nha       | Nélson Semedo             | RB      | Lisbon          | 16 tháng 11, 1993 | 2020     | Barcelona         | 30/6/2025 |
| 24       | Bồ Đào Nha       | Toti                      | CB      | Bissau          | 16 tháng 1, 1999  | 2020     | Estoril Praia     | 30/6/2029 |
| 37       | Brasil           | Pedro Lima                | RB      | Cabedelo        | 1 tháng 7, 2006   | 2024     | Sport Recife      | 30/6/2029 |
| -        | Pháp             | Bastien Meupiyou          | CB      | Paris           | 19 tháng 3, 2006  | 2024     | Nantes            | 30/6/2029 |
| Tiền vệ  |                  |                           |         |                 |                   |          |                   |           |
| 5        | Gabon            | Mario Lemina (Đội trưởng) | CM      | Libreville      | 1 tháng 9, 1993   | 2023     | OGC Nice          | 30/6/2025 |
| 7        | Brasil           | André                     | CM      | Ibirataia       | 16 tháng 7, 2001  | 2024     | Fluminense        | 30/6/2029 |
| 6        | Mali             | Boubacar Traoré           | CM      | Bamako          | 20 tháng 8, 2001  | 2023     | FC Metz           | 30/6/2027 |
| 8        | Brasil           | João Gomes                | CM      | Rio de Janeiro  | 12 tháng 2, 2001  | 2023     | Flamengo          | 30/6/2028 |
| 20       | Anh              | Tommy Doyle               | CM      | Manchester      | 17 tháng 10, 2001 | 2024     | Manchester City   | 30/6/2028 |
| 27       | Pháp             | Jean-Ricner Bellegarde    | CM      | Colombes        | 27 tháng 6, 1998  | 2023     | Strasbourg        | 30/6/2028 |
| 34       | Anh              | Luke Cundle               | CM      | Warrington      | 26 tháng 4, 2002  | Học viện | Học viện          | 30/6/2026 |
| Tiền đạo |                  |                           |         |                 |                   |          |                   |           |
| 9        | Na Uy            | Jørgen Strand Larsen      | ST      | Halden          | 6 tháng 2, 2000   | 2024     | Celta Vigo        | Mượn      |
| 10       | Bồ Đào Nha       | Daniel Podence            | LW      | Oeiras          | 21 tháng 10, 1995 | 2020     | Olympiakos        | 30/6/2025 |
| 11       | Hàn Quốc         | Hwang Hee-chan            | LW      | Chuncheon       | 26 tháng 1, 1996  | 2022     | Leipzig           | 30/6/2028 |
| 12       | Brasil           | Matheus Cunha             | CF      | João Pessoa     | 27 tháng 5, 1999  | 2023     | Atlético Madrid   | 30/6/2027 |
| 18       | Áo               | Saša Kalajdžić            | ST      | Vienna          | 7 tháng 7, 1997   | 2022     | VfB Stuttgart     | 30/6/2027 |
| 19       | Bồ Đào Nha       | Rodrigo Gomes             | RW      | Póvoa de Varzim | 7 tháng 7, 2003   | 2024     | SC Braga          | 30/6/2029 |
| 21       | Tây Ban Nha      | Pablo Sarabia             | RW      | Madrid          | 11 tháng 5, 1992  | 2023     | PSG               | 30/6/2025 |
| 26       | Bồ Đào Nha       | Carlos Forbs              | LW      | Sintra          | 19 tháng 3, 2004  | 2024     | Ajax              | Mượn      |
| 29       | Bồ Đào Nha       | Gonçalo Guedes            | ST      | Benavente       | 29 tháng 11, 1996 | 2022     | Valencia          | 30/6/2027 |
| 30       | Paraguay         | Enso González             | LW      | Asunción        | 20 tháng 1, 2005  | 2023     | Club Libertad     | 30/6/2028 |
| Cho mượn |                  |                           |         |                 |                   |          |                   |           |
| 17       | Tây Ban Nha      | Hugo Bueno                | LB      | Vigo            | 18 tháng 9, 2002  | 2019     | Areosa            | 30/6/2028 |
| 23       | Bồ Đào Nha       | Chiquinho                 | RW      | Cascais         | 5 tháng 2, 2000   | 2022     | Estoril Praia     | 30/6/2026 |
| 28       | Zimbabwe         | Tawanda Chirewa           | CAM     | Chelmsford      | 11 tháng 10, 2003 | 2023     | Ipswich Town      | 30/6/2028 |
| 32       | Cộng hòa Ireland | Joe Hodge                 | CM      | Manchester      | 14 tháng 9, 2002  | 2021     | Manchester City   | 30/6/2027 |
| 35       | Hà Lan           | Ki-Jana Hoever            | RB      | Amsterdam       | 18 tháng 1, 2002  | 2020     | Liverpool         | 30/6/2026 |
| 63       | Cộng hòa Ireland | Nathan Fraser             | ST      | Wolverhampton   | 22 tháng 2, 2005  | Học viện | Học viện          | 30/6/2028 |
| -        | Bồ Đào Nha       | Fábio Silva               | ST      | Porto           | 19 tháng 7, 2002  | 2020     | Porto             | 30/6/2026 |

## Chuyển nhượng

### Mua
| Ngày      | Vị trí | Quốc tịch  | Tên              | Mua từ            | Phí           | Nguồn  |
| --------- | ------ | ---------- | ---------------- | ----------------- | ------------- | ------ |
| 12/6/2024 | RW     | Bồ Đào Nha | Rodrigo Gomes    | SC Braga          | £12,700,000   | [ 1 ]  |
| 1/7/2024  | CM     | Anh        | Tommy Doyle      | Manchester City   | £4,300,000    | [ 2 ]  |
| 2/7/2024  | RB     | Brasil     | Pedro Lima       | Sport Recife      | £8,500,000    | [ 3 ]  |
| 10/7/2024 | GK     | Anh        | Arthur Nasta     | Larkhall Athletic | Không tiết lộ | [ 4 ]  |
| 29/8/2024 | CB     | Pháp       | Bastien Meupiyou | Nantes            | £4,200,000    | [ 5 ]  |
| 30/8/2024 | GK     | Anh        | Sam Johnstone    | Crystal Palace    | £10,000,000   | [ 6 ]  |
| 30/8/2024 | LW     | Scotland   | Ethan Sutherland | St. Mirren        | £200,000      | [ 7 ]  |
| 30/8/2024 | CM     | Scotland   | Seb Lochhead     | Dundee            | Không tiết lộ | [ 8 ]  |
| 30/8/2024 | CB     | Anh        | Saheed Olagunju  | Chelsea           | Không tiết lộ | [ 9 ]  |
| 30/8/2024 | CM     | Brasil     | André            | Fluminense        | £21,000,000   | [ 10 ] |

### Mượn
| Ngày      | Vị trí | Quốc tịch  | Tên                  | Mượn từ    | Thời hạn  | Nguồn  |
| --------- | ------ | ---------- | -------------------- | ---------- | --------- | ------ |
| 2/7/2024  | ST     | Na Uy      | Jørgen Strand Larsen | Celta Vigo | 30/6/2025 | [ 11 ] |
| 30/8/2024 | LW     | Bồ Đào Nha | Carlos Forbs         | Ajax       | 30/6/2025 | [ 12 ] |

### Bán
| Ngày      | Vị trí | Quốc tịch  | Tên          | Bán cho        | Phí           | Nguồn  |
| --------- | ------ | ---------- | ------------ | -------------- | ------------- | ------ |
| 2/7/2024  | CB     | Anh        | Ollie Tipton | Solihull Moors | Không tiết lộ | [ 13 ] |
| 6/7/2024  | CB     | Anh        | Max Kilman   | West Ham       | £40,000,000   | [ 14 ] |
| 11/8/2024 | LW     | Bồ Đào Nha | Pedro Neto   | Chelsea        | £54,000,000   | [ 15 ] |

### Cho mượn
| Ngày      | Vị trí | Quốc tịch              | Tên             | Cho mượn tới      | Thời hạn     | Nguồn  |
| --------- | ------ | ---------------------- | --------------- | ----------------- | ------------ | ------ |
| 15/7/2024 | CB     | Cộng hòa Dân chủ Congo | Marvin Kaleta   | Motherwell        | 30/6/2025    | [ 16 ] |
| 13/8/2024 | LWB    | Tây Ban Nha            | Hugo Bueno      | Feyenoord         | 30/6/2025    | [ 17 ] |
| 19/8/2024 | ST     | Cộng hòa Ireland       | Nathan Fraser   | Zulte Waregem     | 30/6/2025    | [ 18 ] |
| 21/8/2024 | RB     | Hà Lan                 | Ki-Jana Hoever  | AJ Auxerre        | 30/6/2025    | [ 19 ] |
| 26/8/2024 | CAM    | Zimbabwe               | Tawanda Chirewa | Derby County      | 30/6/2025    | [ 20 ] |
| 28/8/2024 | CB     | Hà Lan                 | Nigel Lonwijk   | Huddersfield Town | 30/6/2025    | [ 21 ] |
| 28/8/2024 | CM     | Cộng hòa Ireland       | Joe Hodge       | Huddersfield Town | 30/6/2025    | [ 22 ] |
| 30/8/2024 | RW     | Jamaica                | Tyler Roberts   | Fylde             | Tháng 1/2025 | [ 23 ] |
| 30/8/2024 | ST     | Bồ Đào Nha             | Fábio Silva     | Las Palmas        | 30/6/2025    | [ 24 ] |
| 30/8/2024 | CAM    | Wales                  | Chem Campbell   | Reading           | Tháng 1/2025 | [ 25 ] |
| 30/8/2024 | RW     | Bồ Đào Nha             | Chiquinho       | Mallorca          | 30/6/2025    | [ 26 ] |

### Hết hợp đồng
| Ngày      | Vị trí | Quốc tịch | Tên              | Đội bóng mới    | Nguồn         |
| --------- | ------ | --------- | ---------------- | --------------- | ------------- |
| 30/6/2024 | RB     | Hungary   | Bendegúz Bolla   | SK Rapid Wien   | [ 27 ] [ 28 ] |
| 30/6/2024 | GK     | Anh       | Louie Moulden    | Crystal Palace  | [ 27 ] [ 29 ] |
| 30/6/2024 | GK     | Anh       | Joe Young        | Shrewsbury Town | [ 27 ] [ 30 ] |
| 30/6/2024 | CM     | Ý         | Muhamed Diomande | West Brom       | [ 27 ] [ 31 ] |
| 30/6/2024 | ST     | Anh       | Dom Plank        | Hearts          | [ 27 ] [ 32 ] |

### Gia hạn
| Ngày      | Vị trí | Quốc tịch        | Tên             | Thời hạn  | Nguồn  |
| --------- | ------ | ---------------- | --------------- | --------- | ------ |
| 11/6/2024 | ST     | Tây Ban Nha      | Dani Ángel      | 30/6/2026 | [ 33 ] |
| 21/6/2024 | ST     | Anh              | Leon Chiwome    | 30/6/2028 | [ 34 ] |
| 5/7/2024  | ST     | Cộng hòa Ireland | Nathan Fraser   | 30/6/2028 | [ 35 ] |
| 26/8/2024 | CAM    | Zimbabwe         | Tawanda Chirewa | 30/6/2028 | [ 20 ] |

## Giao hữu tiền mùa giải
Ngày 9 tháng 5 năm 2024, Wolves thông báo tham dự giải giao hữu Stateside Cup trên đất Mỹ vào cuối tháng 7. Đội sẽ tranh tài cùng hai đội bóng Ngoại hạng Anh khác là Crystal Palace và West Ham United.  Ngày 17 tháng 6, Wolves công bố trận giao hữu thứ ba và là cuối cùng trong chuyến du đấu Mỹ, đối đầu với RB Leipzig. 
Trận giao hữu cuối cùng của Wolves trước khì Ngoại hạng Anh khởi tranh diễn ra vào ngày 10 tháng 8, với đối thủ Rayo Vallecano. 
| 15 tháng 7, 2024 Giao hữu | Wolves                    | 1-0      | Como | Marbella, Tây Ban Nha   |  |
| 23:30 UTC+7 | Doherty 61' · Podence 68' | Chi tiết |      | Sân vận động: La Quinta |  |
| Ghi chú: Đội hình xuất phát: Hiệp 1: Bentley (GK) - H. Bueno - Lonwijk - Mosquera - Lima - Rawlings - Lemina (c) - R. Gomes - Cunha - Sarabia - Larsen Hiệp 2: King (GK) - Ait-Nouri - Toti - S. Bueno - Doherty - Cundle - Doyle - Chiquinho - Podence - Bellegarde - Hwang (c) |                           |          |      |                         |  |

| 20 tháng 7, 2024 Giao hữu  | Wolves                                  | 3-0      | Bristol City | Wolverhampton                                  |  |
|                            | Cunha · Hee-chan · Phản lưới nhà (l.n.) | Chi tiết |              | Sân vận động: Sir Jack Hayward Training Ground |  |
| Ghi chú: Trận giao hữu kín |                                         |          |              |                                                |  |

| 28 tháng 7, 2024 Giao hữu | Wolves                        | 3-1      | West Ham  | Jacksonville, Florida          |  |
| 08:05 UTC+7 | Cunha 18' · R. Gomes 72', 77' | Chi tiết | 44' Kudus | Sân vận động: EverBank Stadium |  |
| Ghi chú: Đội hình xuất phát: 25 Bentley (GK) - 3 Ait-Nouri - 24 Toti - 14 Mosquera - 2 Doherty - 5 Lemina (c) - 34 Cundle - 36 Chiquinho - 12 Cunha - 21 Sarabia - 9 Larsen |                               |          |           |                                |  |

| 1 tháng 8, 2024 Giao hữu | Crystal Palace                          | 3-1      | Wolves       | Annapolis, Maryland                              |  |
| 07:00 UTC+7 | Schlupp 35' · Ayew 50' · Agbinone 90+4' | Chi tiết | 90' S. Bueno | Sân vận động: Navy–Marine Corps Memorial Stadium |  |
| Ghi chú: Đội hình xuất phát: 25 Bentley (GK) - 17 H. Bueno - 15 Dawson - 4 S. Bueno - 37 Lima - 20 Doyle (c) - 34 Cundle - 19 R. Gomes - 28 Chirewa - 27 Bellegarde - 29 Guedes |                                         |          |              |                                                  |  |

| 4 tháng 8, 2024 Giao hữu | Wolves                          | 3-0      | RB Leipzig | Fort Lauderdale, Florida    |  |
| 06:30 UTC+7 | Sarabia 18', 62' · R. Gomes 73' | Chi tiết |            | Sân vận động: Chase Stadium |  |
| Ghi chú: Đội hình xuất phát: 25 Bentley (GK) - 3 Ait-Nouri - 24 Toti - 14 Mosquera - 2 Doherty - 5 Lemina (c) - 27 Bellegarde - 19 R. Gomes - 11 Hwang - 21 Sarabia - 9 Larsen |                                 |          |            |                             |  |

| 10 tháng 8, 2024 Giao hữu | Wolves | 0-1      | Rayo Vallecano | Wolverhampton                                    |  |
| 21:00 UTC+7 |        | Chi tiết | 13' Palazon    | Sân vận động: Molineux Trọng tài: Anthony Taylor |  |
| Ghi chú: Đội hình xuất phát: 1 Sá (GK) - 3 Ait-Nouri - 24 Toti - 14 Mosquera - 2 Doherty - 5 Lemina (c) - 8 J. Gomes - 19 R. Gomes - 11 Hwang - 21 Sarabia - 9 Larsen |        |          |                |                                                  |  |

## Các giải đấu

### Kết quả chung
Ở mùa giải 2024-25, Wolves sẽ thi đấu ở ba đấu trường chính, bao gồm giải bóng đá Ngoại hạng Anh, cúp FA và cúp EFL.
| Giải đấu       | Trận đấu đầu tiên          | Trận đấu cuối cùng | Vòng đấu mở màn | Vị trí chung cuộc | Thành tích | Thành tích | Thành tích | Thành tích | Thành tích | Thành tích | Thành tích | Thành tích |
| Giải đấu       | Trận đấu đầu tiên          | Trận đấu cuối cùng | Vòng đấu mở màn | Vị trí chung cuộc | ST         | T          | H          | B          | BT         | BB         | HS         | % thắng    |
| -------------- | -------------------------- | ------------------ | --------------- | ----------------- | ---------- | ---------- | ---------- | ---------- | ---------- | ---------- | ---------- | ---------- |
| Ngoại hạng Anh | 17 tháng 8, 2024           | 25 tháng 5, 2025   | Vòng 1          | -                 | 2          | 0          | 0          | 2          | 2          | 8          | −6         | 000,00     |
| Cúp FA         | 11 tháng 1, 2025 (dự kiến) | -                  | Vòng 3          | -                 | 0          | 0          | 0          | 0          | 0          | 0          | +0         | —          |
| Cúp EFL        | 29 tháng 8, 2024           | -                  | Vòng 2          | -                 | 1          | 1          | 0          | 0          | 2          | 0          | +2         | 100,00     |
| Tổng cộng      | Tổng cộng                  | Tổng cộng          | Tổng cộng       | Tổng cộng         | 3          | 1          | 0          | 2          | 4          | 8          | −4         | 033,33     |

Cập nhật lần cuối: 29 tháng 8 năm 2024
Nguồn: Soccerway

### Giải bóng đá Ngoại hạng Anh
Về đích ở vị trí thứ 14 mùa giải trước, Wolves sẽ tiếp tục góp mặt trong số 20 đại diện tại giải đấu cao nhất nước Anh. Mùa giải Ngoại hạng Anh 2024-25 sẽ bắt đầu từ ngày 17 tháng 8 năm 2024 và hạ màn vào ngày 25 tháng 5 năm 2025. Lịch thi đấu sẽ được công bố vào chiều ngày 18 tháng 6 năm 2024 (theo giờ Việt Nam), và có thể được tùy chỉnh trong mùa giải tùy vào tình hình thực tế. 

#### Bảng xếp hạng
| VT | Đội                     | ST | T | H  | B  | BT | BB | HS  | Đ  | Giành quyền tham dự hoặc xuống hạng |
| -- | ----------------------- | -- | - | -- | -- | -- | -- | --- | -- | ----------------------------------- |
| 15 | Everton                 | 29 | 7 | 13 | 9  | 32 | 36 | −4  | 34 |                                     |
| 16 | West Ham United         | 29 | 9 | 7  | 13 | 33 | 49 | −16 | 34 |                                     |
| 17 | Wolverhampton Wanderers | 29 | 7 | 5  | 17 | 40 | 58 | −18 | 26 |                                     |
| 18 | Ipswich Town            | 29 | 3 | 8  | 18 | 28 | 62 | −34 | 17 | Xuống hạng EFL Championship         |
| 19 | Leicester City          | 29 | 4 | 5  | 20 | 25 | 65 | −40 | 17 | Xuống hạng EFL Championship         |

#### Kết quả tổng hợp
| Tổng thể | Tổng thể | Tổng thể | Tổng thể | Tổng thể | Tổng thể | Tổng thể | Tổng thể | Sân nhà | Sân nhà | Sân nhà | Sân nhà | Sân nhà | Sân nhà | Sân khách | Sân khách | Sân khách | Sân khách | Sân khách | Sân khách |
| ST       | T        | H        | B        | BT       | BB       | HS       | Đ        | T       | H       | B       | BT      | BB      | HS      | T         | H         | B         | BT        | BB        | HS        |
| -------- | -------- | -------- | -------- | -------- | -------- | -------- | -------- | ------- | ------- | ------- | ------- | ------- | ------- | --------- | --------- | --------- | --------- | --------- | --------- |
| 2        | 0        | 0        | 2        | 2        | 8        | −6       | 0        | 0       | 0       | 1       | 2       | 6       | −4      | 0         | 0         | 1         | 0         | 2         | −2        |

Cập nhật lần cuối: 25 tháng 8 năm 2024.

Nguồn: [Soccerway]

#### Kết quả theo vòng đấu
| Vòng    | 1  | 2  | 3 | 4 | 5 | 6 | 7 | 8 | 9 | 10 | 11 | 12 | 13 | 14 | 15 | 16 | 17 | 18 | 19 | 20 | 21 | 22 | 23 | 24 | 25 | 26 | 27 | 28 | 29 | 30 | 31 | 32 | 33 | 34 | 35 | 36 | 37 | 38 |
| ------- | -- | -- | - | - | - | - | - | - | - | -- | -- | -- | -- | -- | -- | -- | -- | -- | -- | -- | -- | -- | -- | -- | -- | -- | -- | -- | -- | -- | -- | -- | -- | -- | -- | -- | -- | -- |
| Sân     | A  | H  | A | H | A | H | A | H | A | H  | H  | A  | H  | A  | A  | H  | A  | H  | A  | H  | A  | A  | H  | H  | A  | A  | H  | H  | A  | H  | A  | H  | A  | H  | A  | H  | A  | H  |
| Kết quả | L  | L  |   |   |   |   |   |   |   |    |    |    |    |    |    |    |    |    |    |    |    |    |    |    |    |    |    |    |    |    |    |    |    |    |    |    |    |    |
| Vị trí  | 19 | 19 |   |   |   |   |   |   |   |    |    |    |    |    |    |    |    |    |    |    |    |    |    |    |    |    |    |    |    |    |    |    |    |    |    |    |    |    |
| Điểm số | 0  | 0  |   |   |   |   |   |   |   |    |    |    |    |    |    |    |    |    |    |    |    |    |    |    |    |    |    |    |    |    |    |    |    |    |    |    |    |    |

#### Các trận đấu
Thắng
      Hoà
      Thua
      Trận đấu
| 17 tháng 8, 2024 1 | Arsenal                                 | 2-0      | Wolves                               | Holloway, London                                                        |  |
| 21:00 UTC+7 | Havertz 25' · Saka 60', 74' · Jesus 88' | Chi tiết | 23' J. Gomes · 38' Toti · 88' O'Neil | Sân vận động: Emirates Lượng khán giả: 60,261 Trọng tài: Jarred Gillett |  |
| Ghi chú: Đội hình xuất phát: 1 Sá (GK) - 3 Ait-Nouri - 24 Toti - 14 Mosquera - 2 Doherty - 5 Lemina (c) - 8 J. Gomes - 19 R. Gomes - 11 Hwang - 27 Bellegarde - 9 Larsen |                                         |          |                                      |                                                                         |  |

| 25 tháng 8, 2024 2 | Wolves                                                  | 2-6      | Chelsea                                                                                      | Wolverhampton                                                           |  |
| 20:00 UTC+7 | Cunha 27' · Aït-Nouri 35' · Larsen 45+6' · Mosquera 71' | Chi tiết | 2' Jackson · 40' Gusto · 44', 45' Palmer · 49', 58', 63' Madueke · 71' Cucurella · 80' Félix | Sân vận động: Molineux Lượng khán giả: 31,235 Trọng tài: Darren England |  |
| Ghi chú: Đội hình xuất phát: 1 Sá (GK) - 3 Ait-Nouri - 24 Toti - 14 Mosquera - 2 Doherty - 5 Lemina (c) - 8 J. Gomes - 27 Bellegarde - 12 Cunha - 11 Hwang - 9 Larsen |                                                         |          |                                                                                              |                                                                         |  |

| 31 tháng 8, 2024 3 | Nottingham | v | Wolves | Nottingham                |  |
| 21:00 UTC+7        |            |   |        | Sân vận động: City Ground |  |

| 14 tháng 9, 2024 4 | Wolves | v | Newcastle | Wolverhampton          |  |
| 22:30 UTC+7        |        |   |           | Sân vận động: Molineux |  |

| 21 tháng 9, 2024 5 | Aston Villa | v | Wolves | Birmingham               |  |
| 21:00 UTC+7        |             |   |        | Sân vận động: Villa Park |  |

| 28 tháng 9, 2024 6 | Wolves | v | Liverpool | Wolverhampton          |  |
| 23:30 UTC+7        |        |   |           | Sân vận động: Molineux |  |

| 5 tháng 10, 2024 7 | Brentford | v | Wolves | Brentford, London           |  |
| 21:00 UTC+7        |           |   |        | Sân vận động: Gtech Stadium |  |

| 20 tháng 10, 2024 8 | Wolves | v | Man City | Wolverhampton          |  |
| 22:30 UTC+7         |        |   |          | Sân vận động: Molineux |  |

| 26 tháng 10, 2024 9 | Brighton | v | Wolves | Brighton                   |  |
| 21:00 UTC+7         |          |   |        | Sân vận động: AMEX Stadium |  |

| 2 tháng 11, 2024 10 | Wolves | v | Crystal Palace | Wolverhampton          |  |
| 22:00 UTC+7         |        |   |                | Sân vận động: Molineux |  |

| 9 tháng 11, 2024 11 | Wolves | v | Southampton | Wolverhampton          |  |
| 22:00 UTC+7         |        |   |             | Sân vận động: Molineux |  |

| 23 tháng 11, 2024 12 | Fulham | v | Wolves | Fulham, London               |  |
| 22:00 UTC+7          |        |   |        | Sân vận động: Craven Cottage |  |

| 30 tháng 11, 2024 13 | Wolves | v | Bournemouth | Wolverhampton          |  |
| 22:00 UTC+7          |        |   |             | Sân vận động: Molineux |  |

| 4 tháng 12, 2024 14 | Everton | v | Wolves | Liverpool                   |  |
| 02:45 UTC+7         |         |   |        | Sân vận động: Goodison Park |  |

| 7 tháng 12, 2024 15 | West Ham | v | Wolves | Stratford, London            |  |
| 22:00 UTC+7         |          |   |        | Sân vận động: London Stadium |  |

| 14 tháng 12, 2024 16 | Wolves | v | Ipswich | Wolverhampton          |  |
| 22:00 UTC+7          |        |   |         | Sân vận động: Molineux |  |

| 21 tháng 12, 2024 17 | Leicester | v | Wolves | Leicester                |  |
| 22:00 UTC+7          |           |   |        | Sân vận động: King Power |  |

| 26 tháng 12, 2024 18 | Wolves | v | Man United | Wolverhampton          |  |
| 22:00 UTC+7          |        |   |            | Sân vận động: Molineux |  |

| 29 tháng 12, 2024 19 | Tottenham | v | Wolves | Tottenham, London                       |  |
| 22:00 UTC+7          |           |   |        | Sân vận động: Tottenham Hotspur Stadium |  |

| 4 tháng 1, 2025 20 | Wolves | v | Nottingham | Wolverhampton          |  |
| 22:00 UTC+7        |        |   |            | Sân vận động: Molineux |  |

| 16 tháng 1, 2025 21 | Newcastle | v | Wolves | Newcastle-upon-Tyne           |  |
| 02:45 UTC+7         |           |   |        | Sân vận động: St. James' Park |  |

| 18 tháng 1, 2025 22 | Chelsea | v | Wolves | Fulham, London                |  |
| 22:00 UTC+7         |         |   |        | Sân vận động: Stamford Bridge |  |

| 25 tháng 1, 2025 23 | Wolves | v | Arsenal | Wolverhampton          |  |
| 22:00 UTC+7         |        |   |         | Sân vận động: Molineux |  |

| 1 tháng 2, 2025 24 | Wolves | v | Aston Villa | Wolverhampton          |  |
| 22:00 UTC+7        |        |   |             | Sân vận động: Molineux |  |

| 15 tháng 2, 2025 25 | Liverpool | v | Wolves | Liverpool             |  |
| 22:00 UTC+7         |           |   |        | Sân vận động: Anfield |  |

| 22 tháng 2, 2025 26 | Bournemouth | v | Wolves | Bournemouth            |  |
| 22:00 UTC+7         |             |   |        | Sân vận động: Vitality |  |

| 26 tháng 2, 2025 27 | Wolves | v | Fulham | Wolverhampton          |  |
| 02:45 UTC+7         |        |   |        | Sân vận động: Molineux |  |

| 8 tháng 3, 2025 28 | Wolves | v | Everton | Wolverhampton          |  |
| 22:00 UTC+7        |        |   |         | Sân vận động: Molineux |  |

| 15 tháng 3, 2025 29 | Southampton | v | Wolves | Southampton              |  |
| 22:00 UTC+7         |             |   |        | Sân vận động: St. Mary's |  |

| 2 tháng 4, 2025 30 | Wolves | v | West Ham | Wolverhampton          |  |
| 01:45 UTC+7        |        |   |          | Sân vận động: Molineux |  |

| 5 tháng 4, 2025 31 | Ipswich | v | Wolves | Ipswich                    |  |
| 21:00 UTC+7        |         |   |        | Sân vận động: Portman Road |  |

| 12 tháng 4, 2025 32 | Wolves | v | Tottenham | Wolverhampton          |  |
| 21:00 UTC+7         |        |   |           | Sân vận động: Molineux |  |

| 19 tháng 4, 2025 33 | Man United | v | Wolves | Greater Manchester         |  |
| 21:00 UTC+7         |            |   |        | Sân vận động: Old Trafford |  |

| 26 tháng 4, 2025 34 | Wolves | v | Leicester | Wolverhampton          |  |
| 21:00 UTC+7         |        |   |           | Sân vận động: Molineux |  |

| 3 tháng 5, 2025 35 | Man City | v | Wolves | Greater Manchester   |  |
| 21:00 UTC+7        |          |   |        | Sân vận động: Etihad |  |

| 10 tháng 5, 2025 36 | Wolves | v | Brighton | Wolverhampton          |  |
| 21:00 UTC+7         |        |   |          | Sân vận động: Molineux |  |

| 18 tháng 5, 2025 37 | Crystal Palace | v | Wolves | Croydon, London             |  |
| 21:00 UTC+7         |                |   |        | Sân vận động: Selhurst Park |  |

| 25 tháng 5, 2025 38 | Wolves | v | Brentford | Wolverhampton          |  |
| 21:00 UTC+7         |        |   |           | Sân vận động: Molineux |  |

### Cúp FA
Là một đại diện thi đấu ở giải bóng đá Ngoại hạng Anh, Wolves sẽ bắt đầu chiến dịch cúp FA từ vòng 3 của giải đấu.
| Vòng 3 |  | v |  |  |  |
|        |  |   |  |  |  |

### Cúp EFL
Là một đại diện thi đấu ở giải bóng đá Ngoại hạng Anh nhưng không được tham dự cúp châu Âu, Wolves sẽ bắt đầu chiến dịch ở cúp EFL từ vòng 2 của giải đấu. Burnley là đối thủ của Wolves tại vòng 2.  Đối thủ của Wolves ở vòng 3 là Brighton & Hove Albion. 
| 29 tháng 8, 2024 Vòng 2 | Wolves          | 2-0      | Burnley     | Wolverhampton                                  |  |
| 01:30 UTC+7 | Guedes 38', 54' | Chi tiết | 73' Roberts | Sân vận động: Molineux Trọng tài: Joshua Smith |  |
| Ghi chú: Đội hình xuất phát: 25 Bentley (GK) - 3 Ait-Nouri - 15 Dawson (c) - 4 Bueno - 20 Doyle - 6 Traoré - 23 Chiquinho - 10 Podence - 21 Sarabia - 29 Guedes |                 |          |             |                                                |  |

| 17 tháng 9, 2024 Vòng 3 | Brighton | v | Wolves | Brighton                   |
|                         |          |   |        | Sân vận động: AMEX Stadium |

## Thống kê
Tính đến 17 tháng 8 năm 2024
| Số áo                  | Vị trí | Cầu thủ                | Ngoại hạng Anh | Ngoại hạng Anh | Ngoại hạng Anh | Cúp FA | Cúp FA | Cúp FA | Cúp EFL | Cúp EFL | Cúp EFL | Tổng cộng | Tổng cộng | Tổng cộng | Thẻ phạt | Thẻ phạt | Ghi chú |
| Số áo                  | Vị trí | Cầu thủ                | P              | G              | A              | P      | G      | A      | P       | G       | A       | P         | G         | A         | Thẻ vàng | Thẻ đỏ   | Ghi chú |
| ---------------------- | ------ | ---------------------- | -------------- | -------------- | -------------- | ------ | ------ | ------ | ------- | ------- | ------- | --------- | --------- | --------- | -------- | -------- | ------- |
| 1                      | GK     | José Sá                | 2              | -8             | 0              | 0      | 0      | 0      | 0       | 0       | 0       | 2         | -8        | 0         | 0        | 0        |         |
| 2                      | DF     | Matt Doherty           | 2              | 0              | 0              | 0      | 0      | 0      | 0(1)    | 0       | 0       | 2(1)      | 0         | 0         | 0        | 0        |         |
| 3                      | DF     | Rayan Aït-Nouri        | 2              | 0              | 1              | 0      | 0      | 0      | 1       | 0       | 0       | 3         | 0         | 1         | 1        | 0        |         |
| 4                      | DF     | Santiago Bueno         | 0              | 0              | 0              | 0      | 0      | 0      | 1       | 0       | 0       | 1         | 0         | 0         | 0        | 0        |         |
| 5                      | MF     | Mario Lemina           | 2              | 0              | 0              | 0      | 0      | 0      | 0(1)    | 0       | 0       | 2(1)      | 0         | 0         | 0        | 0        |         |
| 6                      | MF     | Boubacar Traoré        | 0              | 0              | 0              | 0      | 0      | 0      | 1       | 0       | 0       | 1         | 0         | 0         | 0        | 0        |         |
| 7                      | MF     | André                  | 0              | 0              | 0              | 0      | 0      | 0      | 0       | 0       | 0       | 0         | 0         | 0         | 0        | 0        |         |
| 8                      | MF     | João Gomes             | 2              | 0              | 0              | 0      | 0      | 0      | 0       | 0       | 0       | 2         | 0         | 0         | 1        | 0        |         |
| 9                      | FW     | Jørgen Strand Larsen ‡ | 2              | 1              | 0              | 0      | 0      | 0      | 0       | 0       | 0       | 2         | 1         | 0         | 0        | 0        |         |
| 10                     | FW     | Daniel Podence         | 0(2)           | 0              | 0              | 0      | 0      | 0      | 1       | 0       | 1       | 1(2)      | 0         | 1         | 0        | 0        |         |
| 11                     | FW     | Hwang Hee-chan         | 2              | 0              | 0              | 0      | 0      | 0      | 0(1)    | 0       | 0       | 2(1)      | 0         | 0         | 0        | 0        |         |
| 12                     | FW     | Matheus Cunha          | 1(1)           | 1              | 0              | 0      | 0      | 0      | 0       | 0       | 0       | 1(1)      | 1         | 0         | 0        | 0        |         |
| 14                     | DF     | Yerson Mosquera        | 2              | 0              | 0              | 0      | 0      | 0      | 0       | 0       | 0       | 2         | 0         | 0         | 1        | 0        |         |
| 15                     | DF     | Craig Dawson           | 0(2)           | 0              | 0              | 0      | 0      | 0      | 1       | 0       | 0       | 1(2)      | 0         | 0         | 0        | 0        |         |
| 18                     | FW     | Saša Kalajdžić         | 0              | 0              | 0              | 0      | 0      | 0      | 0       | 0       | 0       | 0         | 0         | 0         | 0        | 0        |         |
| 19                     | FW     | Rodrigo Gomes          | 1(1)           | 0              | 0              | 0      | 0      | 0      | 0       | 0       | 0       | 1(1)      | 0         | 0         | 0        | 0        |         |
| 20                     | MF     | Tommy Doyle            | 0(1)           | 0              | 0              | 0      | 0      | 0      | 1       | 0       | 0       | 1(1)      | 0         | 0         | 0        | 0        |         |
| 21                     | FW     | Pablo Sarabia          | 0(2)           | 0              | 0              | 0      | 0      | 0      | 1       | 0       | 0       | 1(2)      | 0         | 0         | 0        | 0        |         |
| 22                     | DF     | Nélson Semedo          | 0              | 0              | 0              | 0      | 0      | 0      | 0       | 0       | 0       | 0         | 0         | 0         | 0        | 0        | [ b ]   |
| 24                     | DF     | Toti                   | 2              | 0              | 1              | 0      | 0      | 0      | 0(1)    | 0       | 0       | 2(1)      | 0         | 1         | 2        | 0        |         |
| 25                     | GK     | Daniel Bentley         | 0              | 0              | 0              | 0      | 0      | 0      | 1       | 0       | 0       | 1         | 0         | 0         | 0        | 0        |         |
| 26                     | FW     | Carlos Forbs ‡         | 0              | 0              | 0              | 0      | 0      | 0      | 0       | 0       | 0       | 0         | 0         | 0         | 0        | 0        |         |
| 27                     | MF     | Jean-Ricner Bellegarde | 2              | 0              | 0              | 0      | 0      | 0      | 0(1)    | 0       | 0       | 2(1)      | 0         | 0         | 0        | 0        |         |
| 29                     | FW     | Gonçalo Guedes         | 0              | 0              | 0              | 0      | 0      | 0      | 1       | 2       | 0       | 1         | 2         | 0         | 0        | 0        |         |
| 30                     | FW     | Enso González          | 0              | 0              | 0              | 0      | 0      | 0      | 0       | 0       | 0       | 0         | 0         | 0         | 0        | 0        |         |
| 31                     | GK     | Sam Johnstone          | 0              | 0              | 0              | 0      | 0      | 0      | 0       | 0       | 0       | 0         | 0         | 0         | 0        | 0        |         |
| 34                     | MF     | Luke Cundle            | 0              | 0              | 0              | 0      | 0      | 0      | 0       | 0       | 0       | 0         | 0         | 0         | 0        | 0        |         |
| 37                     | DF     | Pedro Lima             | 0              | 0              | 0              | 0      | 0      | 0      | 1       | 0       | 1       | 1         | 0         | 1         | 0        | 0        |         |
| 40                     | GK     | Tom King               | 0              | 0              | 0              | 0      | 0      | 0      | 0       | 0       | 0       | 0         | 0         | 0         | 0        | 0        |         |
| -                      | DF     | Bastien Meupiyou       | 0              | 0              | 0              | 0      | 0      | 0      | 0       | 0       | 0       | 0         | 0         | 0         | 0        | 0        |         |
| Rời đội trong mùa giải |        |                        |                |                |                |        |        |        |         |         |         |           |           |           |          |          |         |
| 17                     | DF     | Hugo Bueno ¤           | 0              | 0              | 0              | 0      | 0      | 0      | 0       | 0       | 0       | 0         | 0         | 0         | 0        | 0        |         |
| 23                     | FW     | Chiquinho ¤            | 0(1)           | 0              | 0              | 0      | 0      | 0      | 1       | 0       | 0       | 1(1)      | 0         | 0         | 0        | 0        |         |
| 28                     | MF     | Tawanda Chirewa ¤      | 0              | 0              | 0              | 0      | 0      | 0      | 0       | 0       | 0       | 0         | 0         | 0         | 0        | 0        |         |
| 32                     | MF     | Joe Hodge ¤            | 0              | 0              | 0              | 0      | 0      | 0      | 0       | 0       | 0       | 0         | 0         | 0         | 0        | 0        |         |
| 35                     | DF     | Ki-Jana Hoever ¤       | 0              | 0              | 0              | 0      | 0      | 0      | 0       | 0       | 0       | 0         | 0         | 0         | 0        | 0        |         |
| 63                     | FW     | Nathan Fraser ¤        | 0              | 0              | 0              | 0      | 0      | 0      | 0       | 0       | 0       | 0         | 0         | 0         | 0        | 0        |         |
| -                      | FW     | Fábio Silva ¤          | 0              | 0              | 0              | 0      | 0      | 0      | 0       | 0       | 0       | 0         | 0         | 0         | 0        | 0        |         |

Chú thích:
      ‡ Cầu thủ theo dạng cho mượn
      † Cầu thủ rời đội trong mùa giải
      ¤ Cầu thủ được đem cho mượn trong mùa giải
      ↑ Cầu thủ từ đội học viện
P = Số trận đấu (Vào sân từ ghế dự bị)                            
G = Số bàn thắng                                                  
—
A = Số kiến tạo                                                   
 = Thẻ vàng                                                
—
 = Thẻ đỏ 
GK = Thủ môn
—
DF = Hậu vệ 
—
MF = Tiền vệ
—
FW = Tiền đạo